# Симонян, Надежда Семёновна
Наде́жда Семёновна (Шогакат Симоновна) Симоня́н (26 февраля 1922, Ростов-на-Дону — 7 июня 1997, пос. Варшко, Приозерский район, Ленинградская область) — советский композитор. Автор музыки к 50 художественным фильмам, к драматическим спектаклям, к радио- и телепостановкам.

## Биография и творчество
Окончила Ленинградскую консерваторию (1950) по классу О. Чишко и аспирантуру там же под руководством В. Пушкова.
Известна преимущественно как автор музыки к кино- и телефильмам, снятым в 1954—1984 гг., — всего около 40 названий, в том числе «Старик Хоттабыч» (1956), «Улица полна неожиданностей» (1957), «Дама с собачкой» (1960), «Начальник Чукотки» (1966), «Двенадцать месяцев» (1972), «Плохой хороший человек» (1973), «Весенние перевёртыши» (1974), «Приключения принца Флоризеля» (1979).
Симонян принадлежит ряд симфонических и камерных сочинений, в том числе Концерт для фортепиано с оркестром (1954), который С. М. Хентова расценила как редкий для своего времени успех в жанре фортепианного концерта, связанный с «творческим усвоением рахманиновского пианизма». Симонян также написала музыку к трём балетам: «Жемчужина» (1964, по одноимённому рассказу Джона Стейнбека, поставлен в Кировском театре), «Старик Хоттабыч» (1970) и «Принц и нищий» (1978, в 1985 г. снят телефильм).
Композитор Исаак Шварц охарактеризовал музыку Симонян как мелодически щедрую и блистательную, имеющую узнаваемую индивидуальность, поставил Симонян в ряд с такими грандами кинокомпозиции, как Родион Щедрин, Андрей Эшпай, Андрей Петров, Микаэл Таривердиев, Геннадий Гладков.

## Фильмография
Автор музыки к художественным фильмам:
- 1954 — Зелёный дол (короткометражный)
- 1956 — Старик Хоттабыч
- 1957 — Степан Кольчугин
- 1957 — Улица полна неожиданностей
- 1958 — Ночной гость (фильм, 1958)
- 1959 — Загадка Н.Ф.И.
- 1959 — Люди голубых рек
- 1959 — Не имей сто рублей…
- 1960 — Дама с собачкой
- 1960 — До будущей весны
- 1960 — И снова утро
- 1960 — Ребята с Канонерского
- 1961 — Горизонт
- 1961 — Раздумья
- 1962 — Грешный ангел
- 1962 — Когда разводят мосты
- 1963 — День счастья
- 1964 — Помни, Каспар…
- 1966 — В городе С.
- 1966 — Начальник Чукотки
- 1966 — Снежная королева
- 1968 — Гроза над Белой
- 1968 — Записки сумасшедшего
- 1970 — Салют, Мария!
- 1970 — Угол падения
- 1971 — Шутите? (Вандербуль бежит за горизонт)
- 1972 — Двенадцать месяцев
- 1972 — Ижорский батальон
- 1972 — Пятая четверть
- 1973 — Плохой хороший человек
- 1973 — Умные вещи
- 1973 — Цемент
- 1974 — Весенние перевёртыши
- 1975 — Единственная…
- 1976 — Пока стоят горы
- 1977 — Строгая мужская жизнь
- 1979 — Инженер Графтио
- 1979 — Пани Мария
- 1979 — Клуб самоубийц, или Приключения титулованной особы
- 1980 — Лялька-Руслан и его друг Санька
- 1981 — Эзоп
- 1981 — Две строчки мелким шрифтом
- 1981 — Ночь на четвёртом круге
- 1982 — Без видимых причин
- 1983 — Место действия
- 1984 — По коням
- 1985 — Принц и нищий

## Сочинения
- Симонян, Надежда Семеновна. Старик Хоттабыч : Балет в 3 д., 7 карт. по одноим. повести Л. Лагина / Либр. Л. Лагина, К. Ласкари. - Л. : Сов. композитор. Ленингр. отд-ние, 1989. - 124, [1] с. : портр.